# Joeri Janssens
Joeri Janssens (17 maart 1981) is een Belgisch touwtrekker.

## Levensloop
Janssens is afkomstig uit Nijlen en maakt deel uit van het bestuur van de Belgische Touwtrekbond (BTB). Hij is aangesloten bij de Sint-Lenaartse touwtrekkersclub Vandakker.
Daarnaast is hij actief in het Belgisch touwtrekteam. Met de Pull Bulls nam hij onder meer deel aan de Wereldspelen van 2022, alwaar ze brons behaalden in de klasse tot 640 kg.